# Angélys (pera)
Angélys es el nombre de una variedad cultivar de pera europea Pyrus communis. 'Angelys' es una variedad de pera obtenida por el INRA de Francia, mediante el cruce de 'Doyenné d'hiver' x 'Doyenné du Comice'. Esta variedad de pera se comercializa con el nombre de Angys® registrada, es una pera de derechos de producción y explotación protegidos (Variedad club). Frutas cuyos aromas son intensos y finos, su pulpa es tierna y jugosa. Es una pera sabrosa y de calidad.

## Sinonimia
- "Angys®".

## Historia
La pera 'Angélys' es una variedad protegida por derechos de producción y explotación (Variedad club), obtenida en 1998 en «Institut national de la recherche agronomique (Inra)» ("Instituto Nacional de Investigaciones Agrarias (INRA)") en Angers (Francia).
En el nombre 'Angélys' las dos primeras sílabas evocan su lugar de creación, Angers, y la tercera recuerda el emblema de los reyes de Francia, el Iris.

## Características

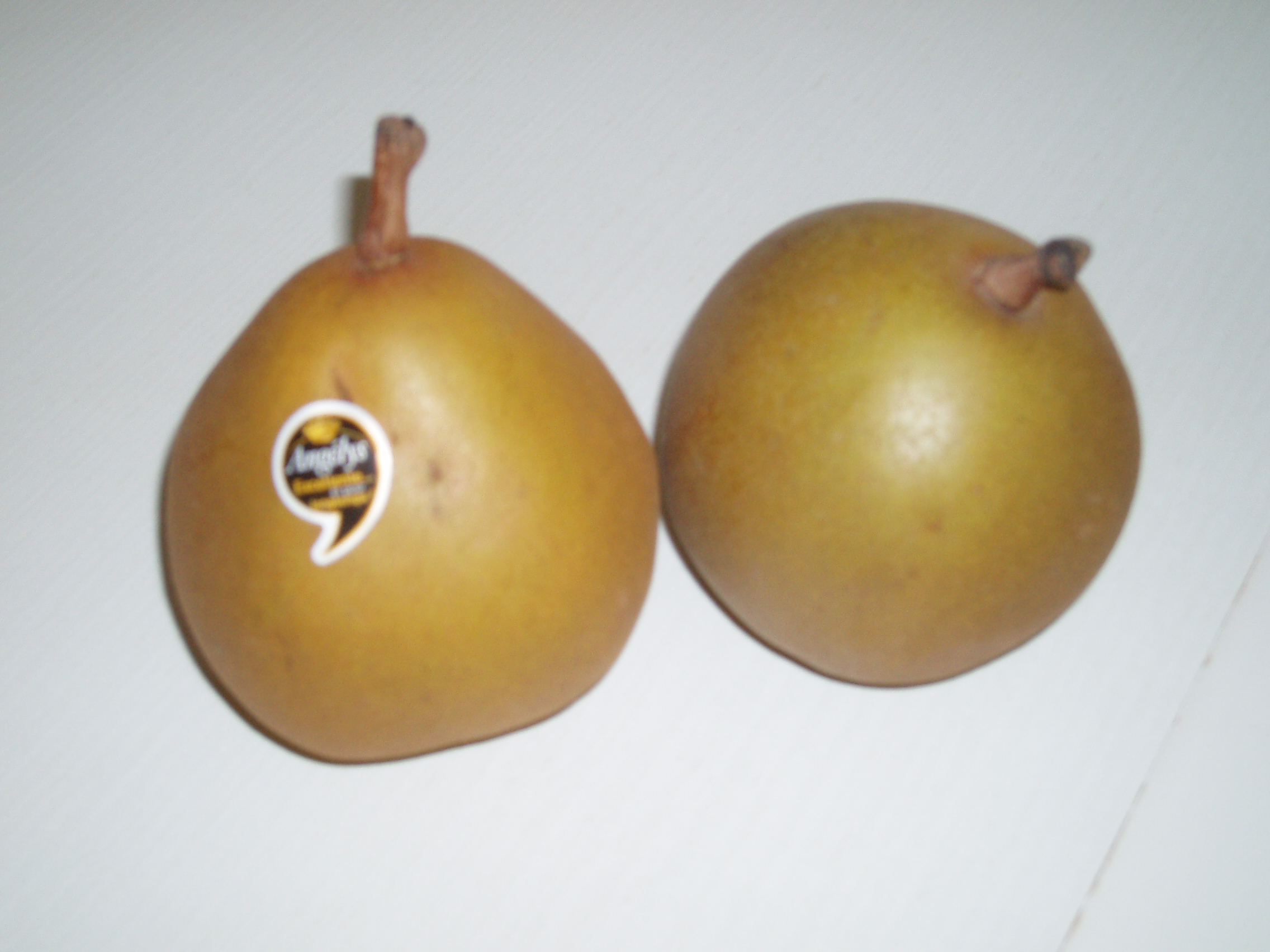
Las peras Angélys.

'Angélys' árbol de extensión erguida, de vigor moderadamente vigoroso, porte pequeño. Este peral encuentra su hábitat óptimo en suelos soleados, ligeros y frescos, no demasiado calcáreos. Siempre que no aguante situaciones demasiado frías o demasiado húmedas, se adapta a todos los climas y sigue siendo un árbol muy resistente a las enfermedades. Portainjerto: Membrillo de Provenza. Tiene un tiempo de floración que comienza a partir del 21 de abril con el 10% de floración, para el 25 de abril tiene una floración completa (80%), y para el 5 de mayo tiene un 90% caída de pétalos.
La variedad de pera 'Angélys' tiene un fruto de tamaño grande; forma esferoidea, de un aspecto rústico, barrigón y cobrizo, con el cuello ausente, generalmente asimétrica, contorno muy irregular; piel basta, rugosa; color de fondo amarillo, color del sobre color cobrizo  amararillento debido al ruginoso-"russeting", "russeting" (pardeamiento áspero superficial que presentan algunas variedades) fuerte (76-100%) es variable en función de las condiciones climáticas del año; cáliz medio y cerrado, ubicado en una cuenca de profundidad media; pedúnculo de una longitud medio, con un ángulo derecho oblicuo, con una curva muy suave, y de grosor muy grueso terminado en una porreta, cavidad peduncular nula.
Carne de color blanco crema; textura fina, sus aromas son intensos y finos, su pulpa es tierna y jugosa. Es una pera sabrosa y de calidad.
La pera 'Angélys' tiene una maduración en invierno. La fruta se puede almacenar en una canasta durante 15 días a 3 semanas. Las peras deben colocarse en la oscuridad, en una habitación ventilada a una temperatura constante y fresca, entre 6 y 8 °C. Se conserva perfectamente 3 a 4 meses en frío normal - 7 meses en Atmósfera Controlada. Afinado lento de al menos 10 días a 18º. Es una pera de invierno, de hecho, se consume más de diciembre a junio.
Dos pruebas de cata llevadas a cabo en la primavera de 2011 permiten situar a Angélys en la cima de las variedades ofertadas.

## Polinizadores
Las variedades polinizadoras son 'Conférence', 'Doyenné du Comice' o 'Williams'.

## Usos
La pera necesita temperaturas frías para madurar y expresar todos sus sabores.
Comido crudo o cocido, sus sabores combinan bien con el queso.
Frito en mantequilla o pochado, se ablanda y permite acompañar pato, carnes blancas o caza.
Para dar sabor a las peras, calientes o frías, se pueden utilizar especias como canela, vainilla, jengibre y también pimentón.

## Cultivo
Su cultivo se ha desarrollado en forma de 'club' en Francia, Italia, y España.

## Susceptibilidades
Esta variedad ha mostrado muy buena resistencia al fuego bacteriano.